# Ogrincs Pálné Barlabás Valéria
Ogrincs Pálné Barlabás Valéria (Magyardombegyház,  1951. május 16. –) magyar postatörténész.

## Kutatási területe
Magyar postatörténeti kutatások, emlékek gyűjtése, fotózása.

## Életpályája
1969-ben Battonyán érettségizett a Mikes Kelemen Gimnáziumban. 1969. július 1-től kezdett el dolgozni a Postánál. Régész szeretett volna lenni, de a szülei nem tudták biztosítani az anyagi feltételeket. Szegeden elvégezte a segédtiszti, majd tiszti tanfolyamot.
A postai hivatás minden fázisát megtanulta: pénzkezelő, távírász, hírlapkezelő, majd oktatta a szakmát Szeged, Békéscsaba, Sarkad, Debrecen, Budapest, Szolnok városokban. Nemcsak oktatta a szakmát, hanem folyamatosan képezte magát is. 1989-ben Győrben a Széchenyi István Közlekedési és Távközlési Műszaki Főiskolán szerzett felsőfokú végzettséget. 
A Szegedi Postaigazgatóság, Kelet-magyarországi Igazgatóság, Magyar Posta Rt. Oktatási Központ Kelet-Magyarországi Képzési Osztálya Debreceni Régió, 2004-től a Magyar Posta Vezérigazgatóság Oktatási Központ szaktanára. A Békés Megyei Kereskedelmi és Iparkamara megbízásából kamaraképviselő, postaforgalmi szakközépiskolák érettségi vizsgáin elnök.
A Magyar Posta dolgozója 40 éven keresztül. Nyugdíjba vonulása után is aktívan kutat a levéltárakban, múzeumok adattáraiban. Lejegyezte nyugdíjas postások visszaemlékezéseit, régi fotókat gyűjtött, készített a már megszüntetett postákról is. A Posta iránti tisztelete, hivatástudata, kitartó, szorgalmas munkája révén születtek meg A csabai posta 225 éve, Magyardombegyház 200 éve, 90 éves a békéscsabai postapalota kötetei. A Múltidéző 4. kötetéhez végez kutatásokat. Több évtizede postatörténeti kiállításokat, szakmai kirándulásokat szervez. 

## Tagságai
- A Tudományos Ismeretterjesztő Társulat Körösök Vidéke Egyesület tagja 1982-től, 2020-ig elnökségi tag.
- A Békéscsabai Városvédő és Városszépítő Egyesület elnökségi tag.
- A Békéscsabai Helyismereti Kör és a Békés megyei Honismereti Kör tagja.
- 2008-ban alapítója, azóta vezetője a Békéscsabai/Békés megyei Postás Nyugdíjas Klubnak.

## Tudományos munkái
- OGRINCS PÁLNÉ - LOVÁSZI JÓZSEF: A csabai posta 225 éve. Munkácsy Mihály Múzeum, Békéscsaba, 2013.
- OGRINCS PÁLNÉ BARLABÁS VALÉRIA: Magyardombegyház 200 éve. Innovariant Nyomda, Szeged, 2014.
- Magyardombegyház 200 éve: Jubileumi Emlékkönyv múltidéző képes melléklete. Algyő, 2015.
- Múltidéző 3. Megszűnt posták Békés megyében. Dél-alföldi Postatörténeti Alapítvány, Szentes, 2015.
- Békéscsaba Épített Környezetének Helytörténeti Adatbázisa I. kiadvány, szócikkszerző. Városvédő Füzetek 4. Békéscsaba, 2015.
- OGRINCS PÁLNÉ BARLABÁS VALÉRIA: 90 ÉVES A BÉKÉSCSABAI POSTAPALOTA (1927-2017). Békéscsaba, 2017.

## Egyéb kiállítások
```
* 
https://psze.info/kozos-szakmai-es-kulturalis-program-bekescsaban-2016-majus-5-en/?cn-

* 
http://epa.oszk.hu/01600/01647/00136/pdf/EPA01647_szentandrasi_hirado_2017_03.pdf

* 
https://www.dapta.hu/a-posta-orok-kiallitas-bekescsaban/?cn-reloaded=1

* 
http://www.vitalap.hu/index.fcgi?rx=&nyelv=hu&menuparam5=1&menuparam_6=3819
```